# معجون الحلاقة

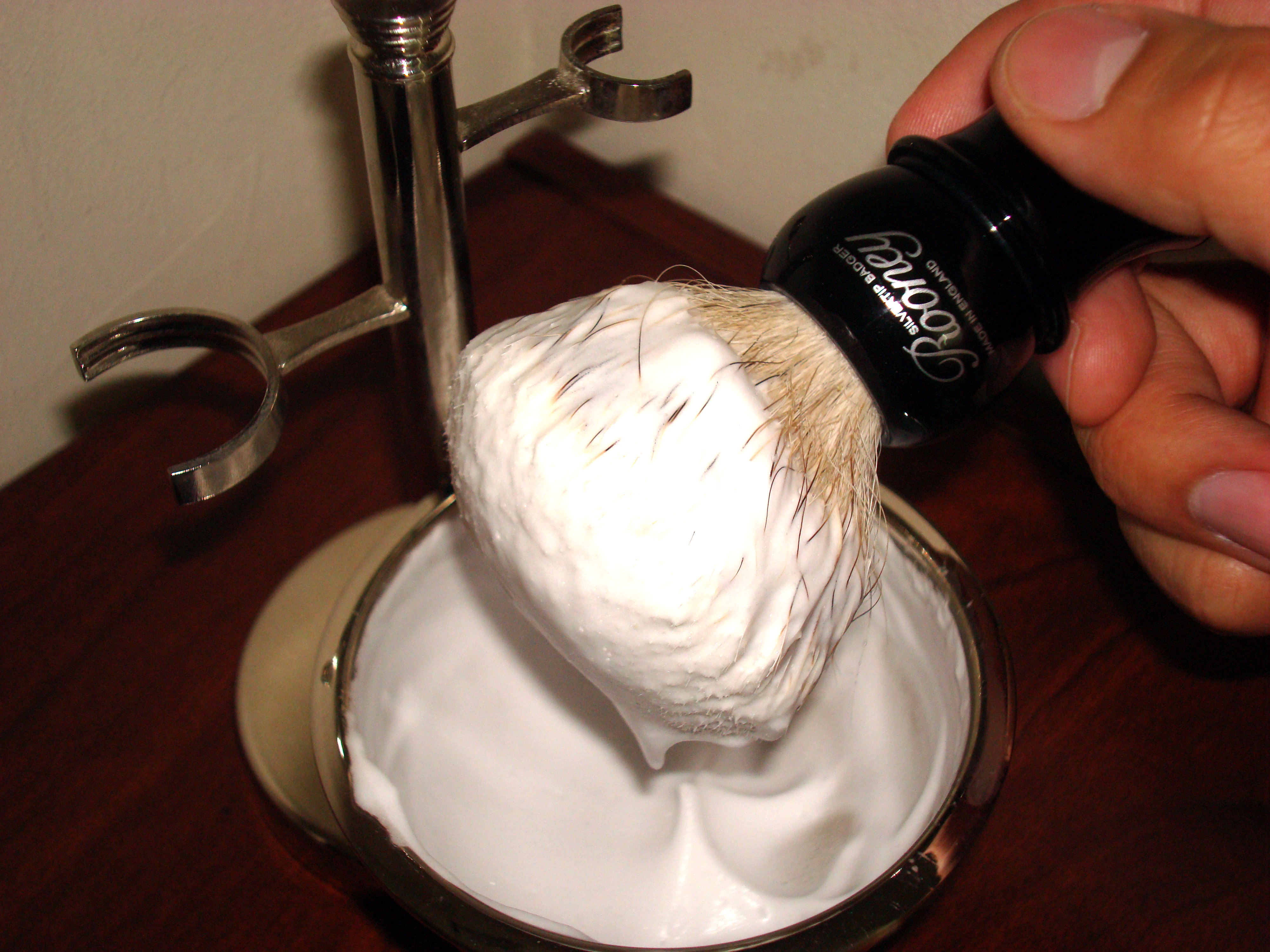
كريم الحلاقة مع فرشاة الحلاقة

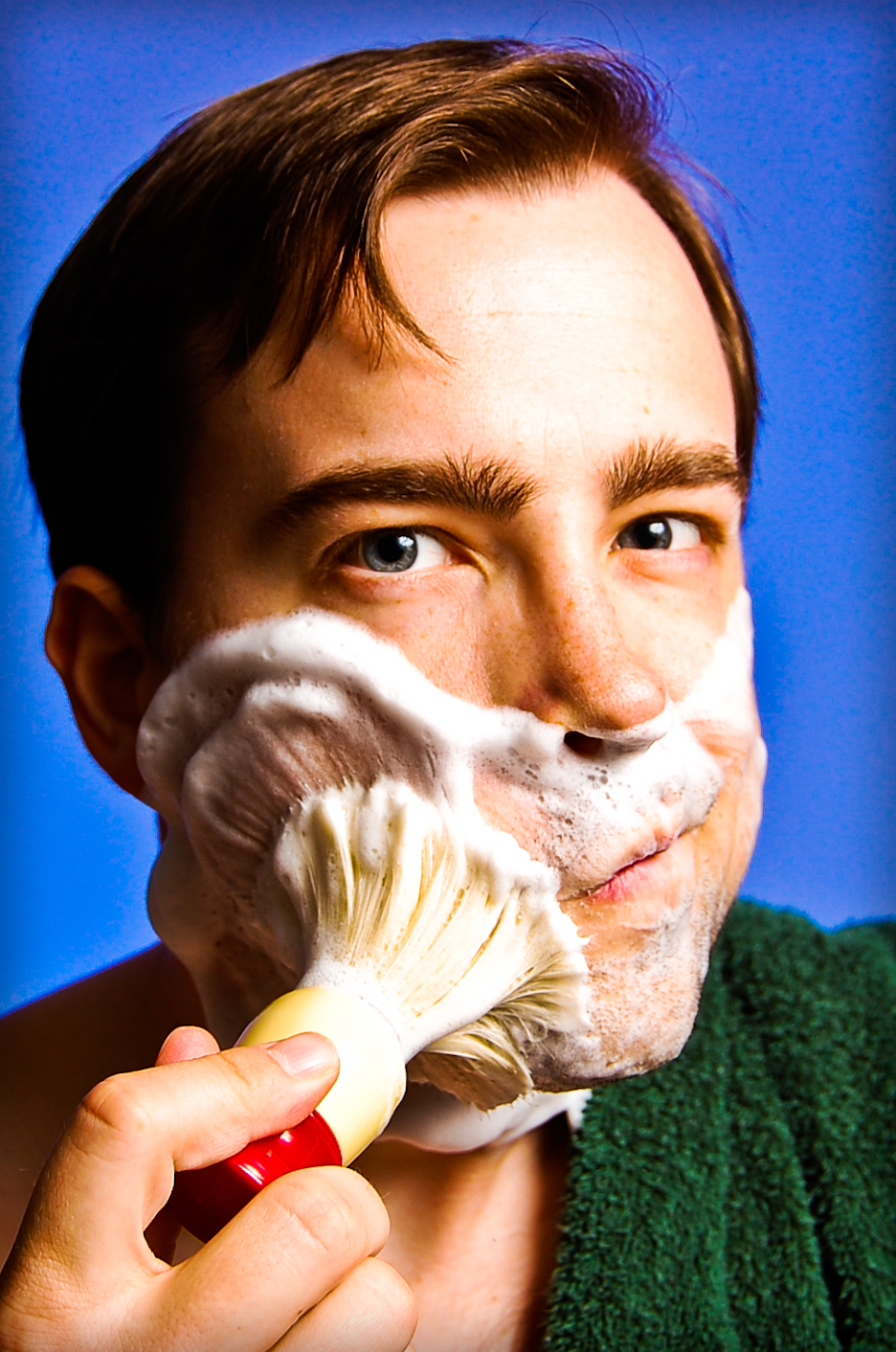
رجل يستخدم كريم الحلاقة

معجون الحلاقة أو كريم الحلاقة هي مادة يتم وضعها على الوجه أو أي منطقة ينمو فيها الشعر، لتوفير تزييت وتجنب حرق الشفرة خلال الحلاقة. يتكون الكريم نفسه عادة من خليط من الزيت والصابون وماء ومؤثرات سطحية وبعض الأحيان يكون مخلوط بالكحول المصنعة خاضعة للرقابة لضمان سلامته.

## تاريخ
أول معجون حلاقة استخدم في سومر حوالي 3000 سنة قبل الميلاد. وتجمع هذه المادة بين الخشب القلوي ودسم الحيوان وكان يطبق كاستعداد لعملية الحلاقة.